# کراوفورد فورک (آلاباما)
کراوفورد فورک (به انگلیسی: Crawford Fork) یک منطقهٔ مسکونی در ایالات متحده آمریکا است که در آلاباما واقع شده‌است. کراوفورد فورک ۳۹٫۹۳ متر بالاتر از سطح دریا واقع شده‌است.